# Charlotte Anne Thynne
Charlotte Anne Montagu Douglas Scott, Duchessa di Buccleuch e Queensberry, VA (nata Thynne; Longleat House, 10 aprile 1811 – Ditton Park, 18 marzo 1895), era una pari britannica.
Figlia di Thomas Thynne, II marchese di Bath, Charlotte sposò Walter Montagu Douglas Scott, V duca di Buccleuch nel 1829. Ebbero sette figli, incluso William Montagu Douglas Scott, VI duca di Buccleuch, Henry Montagu Douglas Scott, I barone Montagu di Beaulieu, and e l'ammiraglio della Royal Navy Lord Charles Montagu Douglas Scott.
Dal 1841 al 1846, la duchessa di Buccleuch prestò servizio come Mistress of the Robes della regina Vittoria come membro del ministero Robert Peel. Anche suo marito, un convinto conservatore, prestò servizio sotto il ministero Peel, e la Duchessa utilizzò il legame per ottenere il patrocinio per i suoi fratelli. Lei e la regina rimasero amiche per tutta la vita, e quest'ultima fece da madrina alla figlia di Charlotte, Lady Victoria. La duchessa la consigliò in Scozia, ed in seguito si convertì al cattolicesimo nel 1860. Si impegnò in sforzi filantropici in Scozia, e morì nel 1895 a Ditton Park.

## Famiglia e infanzia
Lady Charlotte Anne Thynne nacque a Longleat House, sede della famiglia Thynne, il 10 aprile 1811. Era la minore tra le figlie femmine e la decima dei figli di Thomas Thynne, II marchese di Bath e dell'Hon. Isabella Elizabeth Byng, figlia di George Byng, IV visconte Torrington. Tra i suoi fratelli e sorelle vi erano Henry Thynne, III marchese di Bath e Louisa, contessa di Harewood come moglie del III conte.

## Matrimonio
Il 13 marzo 1829 sposò Walter Montagu Douglas Scott, V duca di Buccleuch nella chiesa di San Giorgio ad Hanover Square a Londra, diventando duchessa di Buccleuch e Queensberry. Suo marito era succeduto al ducato all'età di tredici anni alla morte del padre, ed aveva cinque anni più di lei. Secondo la rivista contemporanea The Lady's Realm, il loro "romantico" fidanzamento derivò quando il giovane duca fece visita al padre di Lady Charlotte e la conobbe. Al loro addio, vide le lacrime nei suoi occhi che lo spinsero a girare la sua carrozza e ad avvicinarsi al padre direttamente per chiedere la sua mano in matrimonio. La coppia avrebbe generato tre figlie femmine e quattro maschi.

## Vita successiva
Nel 1841, successe alla duchessa di Sutherland come Mistress of the Robes della regina Vittoria. Il nuovo primo ministro, Robert Peel, la selezionò personalmente per essere un membro del suo nuovo ministero di recente formazione. In seguito, l'incarico sarebbe stato occupato anche da sua nuora Louisa. Suo marito era un convinto conservatore e diventò lord del sigillo privato nel governo Peel dal 1842 al 1846.

## Figli
- William Montagu Douglas Scott, VI duca di Buccleuch (9 settembre 1831 - 5 novembre 1914); il 22 novembre 1859 a Londra, sposò lady Louisa Jane Hamilton. È il bis-bis-nonno di Sarah, duchessa di York.
- Henry John Douglas-Scott-Montagu, I barone Montagu di Beaulieu (5 novembre 1832 - 4 novembre 1905), sposò, il 1º agosto 1865 all'abbazia di Westminster, Cecily Susan Stuart-Wortley, ebbero discendenza.
- Walter Charles (2 marzo 1834 - 3 marzo 1895), sposò, il 7 ottobre 1858 a Sutton Coldfield, Anna Maria Cradock-Hartopp, ebbero discendenza.
- Charles (20 ottobre 1839 - 21 agosto 1911), sposò, il 23 febbraio 1883 a Sunbury, Ada Mary Ryan, ebbero discendenza.
- Victoria Alexandrina (20 novembre 1844 - 19 giugno 1938), sposò in prime nozze, il 23 febbraio 1865 a Dalkeith, Schomberg Kerr, IX marchese di Lothian, ebbero discendenza; sposò in seconde nozze, il 21 febbraio 1903 a Westminster, Bertram Chetwynd-Talbot, non ebbero discendenza.
- Margaret Elizabeth (10 ottobre 1846 - 5 febbraio 1918), sposò, il 9 dicembre 1875 a Dalkeith, Donald Cameron, ebbero discendenza.
- Mary (6 agosto 1851 - 13 dicembre 1908), sposò, il 24 luglio 1877 a Londra, Walter Rodolph Trefusis, ebbero discendenza.

## Ascendenza
|                                     |                                      |                                       | Genitori                                           |  |  | Nonni |  |  | Bisnonni                            |  |  | Trisnonni     |  |
|                                     |                                      |                                       |                                                    |  |  |       |  |  | Thomas Thynne, II visconte Weymouth |  |  | Thomas Thynne |  |
|                                     |                                      |                                       |                                                    |  |  |       |  |  | Thomas Thynne, II visconte Weymouth |  |  | Thomas Thynne |  |
|                                     |                                      | Mary Villiers                         |                                                    |  |  |       |  |  | Thomas Thynne, II visconte Weymouth |  |  |               |  |
| Thomas Thynne, I marchese di Bath   |                                      |                                       |                                                    |  |  |       |  |  | Thomas Thynne, II visconte Weymouth |  |  |               |  |
|                                     |                                      | Louisa Carteret                       | John Carteret, II conte Granville                  |  |  |       |  |  |                                     |  |  |               |  |
|                                     |                                      | Louisa Carteret                       | John Carteret, II conte Granville                  |  |  |       |  |  |                                     |  |  |               |  |
|                                     |                                      | Louisa Carteret                       | Frances Worsley                                    |  |  |       |  |  |                                     |  |  |               |  |
| Thomas Thynne, II marchese di Bath  |                                      | Louisa Carteret                       |                                                    |  |  |       |  |  |                                     |  |  |               |  |
|                                     |                                      | William Bentinck, II duca di Portland | Henry Bentinck, I duca di Portland                 |  |  |       |  |  |                                     |  |  |               |  |
|                                     |                                      | William Bentinck, II duca di Portland | Henry Bentinck, I duca di Portland                 |  |  |       |  |  |                                     |  |  |               |  |
|                                     |                                      | William Bentinck, II duca di Portland | Elizabeth Noel                                     |  |  |       |  |  |                                     |  |  |               |  |
| Elizabeth Bentinck                  |                                      | William Bentinck, II duca di Portland |                                                    |  |  |       |  |  |                                     |  |  |               |  |
|                                     |                                      | Margaret Harley                       | Edward Harley, II conte di Oxford e conte Mortimer |  |  |       |  |  |                                     |  |  |               |  |
|                                     |                                      | Margaret Harley                       | Edward Harley, II conte di Oxford e conte Mortimer |  |  |       |  |  |                                     |  |  |               |  |
|                                     |                                      | Margaret Harley                       | Henrietta Cavendish-Holles                         |  |  |       |  |  |                                     |  |  |               |  |
| Charlotte Anne Thynne               |                                      | Margaret Harley                       |                                                    |  |  |       |  |  |                                     |  |  |               |  |
|                                     | George Byng, III visconte Torrington | George Byng, I visconte Torrington    |                                                    |  |  |       |  |  |                                     |  |  |               |  |
|                                     | George Byng, III visconte Torrington | George Byng, I visconte Torrington    |                                                    |  |  |       |  |  |                                     |  |  |               |  |
|                                     | George Byng, III visconte Torrington | Margaret Master                       |                                                    |  |  |       |  |  |                                     |  |  |               |  |
| George Byng, IV visconte Torrington | George Byng, III visconte Torrington |                                       |                                                    |  |  |       |  |  |                                     |  |  |               |  |
|                                     |                                      | Elizabeth Daniel                      | Lyonel Daniel                                      |  |  |       |  |  |                                     |  |  |               |  |
|                                     |                                      | Elizabeth Daniel                      | Lyonel Daniel                                      |  |  |       |  |  |                                     |  |  |               |  |
|                                     |                                      | Elizabeth Daniel                      | Martha Master                                      |  |  |       |  |  |                                     |  |  |               |  |
| Isabella Elizabeth Byng             |                                      | Elizabeth Daniel                      |                                                    |  |  |       |  |  |                                     |  |  |               |  |
|                                     |                                      | John Boyle, V conte di Cork           | Charles Boyle, IV conte di Orrery                  |  |  |       |  |  |                                     |  |  |               |  |
|                                     |                                      | John Boyle, V conte di Cork           | Charles Boyle, IV conte di Orrery                  |  |  |       |  |  |                                     |  |  |               |  |
|                                     |                                      | John Boyle, V conte di Cork           | Elizabeth Cecil                                    |  |  |       |  |  |                                     |  |  |               |  |
| Lucy Boyle                          |                                      | John Boyle, V conte di Cork           |                                                    |  |  |       |  |  |                                     |  |  |               |  |
|                                     |                                      | Margaret Hamilton                     | John Hamilton                                      |  |  |       |  |  |                                     |  |  |               |  |
|                                     |                                      | Margaret Hamilton                     | John Hamilton                                      |  |  |       |  |  |                                     |  |  |               |  |
|                                     |                                      | Margaret Hamilton                     | Lucy Dopping                                       |  |  |       |  |  |                                     |  |  |               |  |
|                                     |                                      | Margaret Hamilton                     |                                                    |  |  |       |  |  |                                     |  |  |               |  |